# Dytaster mollis
Dytaster mollis is een kamster uit de familie Astropectinidae.
De wetenschappelijke naam van de soort werd, als Crenaster mollis, in 1885 gepubliceerd door Edmond Perrier.